# Asbury Respus
Asbury Respus (1878-8 de enero de 1932) fue un asesino en serie estadounidense que confesó al menos ocho asesinatos en Carolina del Norte y Virginia a principios del siglo XX. Respus no era sospechoso en la mayoría de los asesinatos que cometió hasta que hizo una confesión detallada durante su juicio por el asesinato de Vera Leonard, de 9 años, el asesinato por el cual sería ejecutado. El perfil de las víctimas de Respus fue particularmente único, ya que no pertenecían a una edad o grupo racial específico: cuatro eran blancos, cuatro eran negros, dos eran niños y uno tenía más de 80 años. Respus fue ejecutado en la silla eléctrica en la Prisión Central de Raleigh en 1932.

## Primeros años
Asbury Respus nació aproximadamente en 1878 de Miles y Ellen Respus. En la región del este de Carolina del Norte de la que provenía Respus, el apellido Respass era una alternativa, pero se encontraba con mucha más frecuencia como ortografía del apellido de Respus, lo que llevó a algunos periódicos locales a especular que su nombre real podría haber sido Asbury Respass en lugar de Respus.
Respus afirmó que en su juventud se cayó de un granero y se lastimó la cabeza, un incidente que parecía culpar por el comportamiento violento que exhibió en su edad adulta. El incidente le dejó una hendidura en el cráneo, así como problemas mentales de por vida. El 28 de junio de 1900, se casó con Ophelia Harrell, la hija de los señores Daniel Harrell, en el condado de Northampton, Carolina del Norte. Al igual que Respus, ella tenía 22 años en el momento del matrimonio.

## Primeros asesinatos e institucionalización
En una entrevista que Respus concedió en la oficina del alcaide de la Prisión Central, H.H. Honeycutt, el día antes de su ejecución, Respus habló en profundidad sobre su historial criminal. Le dijo a los reporteros presentes que, aunque solo podía recordar de manera concluyente ocho de los asesinatos que cometió, "creo que maté a nueve".
Los primeros asesinatos que Respus pudo recordar fueron los de dos mujeres negras, Lizzie Banks y Zenie Britt; Respus disparó a Banks y golpeó a Britt hasta matarla antes de 1912. Alrededor de 1910, Respus también asesinó a otra mujer negra llamada Becky Storr en Boykins, Virginia, golpeándola con un palo.
En 1912, Respus disparó y asesinó a un hombre negro llamado Ed B. Wynne, originario de Severn, Carolina del Norte. Respus fue más tarde acusado y condenado por asesinato en segundo grado en la muerte de Wynne y condenado a 15 años de prisión, una sentencia que comenzó a cumplir el 31 de agosto de 1912. En febrero de 1913, aproximadamente seis meses después de su condena, las autoridades declararon a Respus 'criminalmente demente' y lo enviaron a un hospital mental estatal. En algún momento durante su estancia en el hospital, las autoridades consideraron que Respus estaba lo suficientemente cuerdo como para terminar de cumplir su condena en prisión, así que fue devuelto a un campo de prisión. Allí, encontró trabajo como cocinero. El 13 de septiembre de 1916, Respus y otros tres cocineros de la prisión, John Pearce, Emmett Smith y Tom Boylan, escaparon de la cocina de la prisión con una llave falsa que hicieron por su cuenta, escalando un muro dentro de la prisión. Los funcionarios de la prisión descubrieron la fuga en pocos minutos, pero los cuatro reclusos lograron evadir a los perros de caza que las autoridades usaron para intentar rastrearlos, y los cuatro lograron escapar con éxito.
El destino de los otros fugitivos es desconocido, pero Respus no fue detenido ni arrestado nuevamente entre su fuga de 1916 y su arresto en 1931 por el asesinato que lo llevaría a su ejecución.

## Asesinatos entre 1918 y 1931
Después de escapar de la prisión, Respus regresó a Virginia; pronto, se trasladó nuevamente a Carolina del Norte. El 14 de enero de 1918, cerca de Greensboro, Carolina del Norte, reanudó sus asesinatos con el asesinato de la ama de casa Jennie Gilbreath, quien murió a causa de las quemaduras en un incendio que también destruyó su casa mientras su esposo estaba fuera de la ciudad. El asesinato de Gilbreath marcó la primera vez que Respus mató a una víctima blanca. Inicialmente, el incendio que destruyó la casa de los Gilbreath se consideró accidental.
El 21 de julio de 1920, Respus ahogó a un niño de 4 años llamado Robert Neal Osborn. Aunque la muerte de Osborn también se consideró originalmente un accidente (con su certificado de defunción etiquetando su muerte como "accidental"), Respus confesó poco antes de su ejecución que arrojó a Osborn a un arroyo y "mantuve su cabeza bajo el agua", diciendo: "Lo sostuve allí con ambos pies". Respus luego fingió haber descubierto el cuerpo, pero las autoridades no sospecharon juego sucio en la muerte de Osborn hasta después de que Respus fue arrestado por el asesinato de Vera Leonard en septiembre de 1931.
El 17 de julio de 1925, Respus asesinó a Eunice Stevenson, de 82 años, una viuda que vivía sola. Respus entró a la fuerza en su casa, la golpeó hasta matarla y dejó su cuerpo colgando por el cuello en las vigas de la casa para escenificar la escena como un suicidio. Monroe Ozment, un hombre de unos 40 años con demencia y discapacidad intelectual, confesó inicialmente el asesinato de Stevenson. Al igual que en el asesinato de Osborn, Respus solo fue considerado sospechoso en los asesinatos de Gilbreath y Stevenson después de su arresto por el asesinato de Vera Leonard años más tarde.
Respus fue en algún momento sospechoso del asesinato de Robert G. Smith, nativo de Sumner, una localidad en el condado de Guilford, que vivía solo. El asesinato de Smith estaba sin resolver en el momento de la ejecución de Respus; el perpetrador disparó contra la casa aislada de Smith y lo alcanzó mortalmente un domingo de enero de 1929. El asesinato ocurrió aproximadamente a cinco millas de donde vivía Respus en ese momento, y cuatro de los asesinatos de Respus tuvieron lugar en el condado de Guilford, pero el asesinato de Smith nunca se vinculó de manera concluyente a Respus. Los lugareños creían que la misma persona que había asesinado a Smith también podía ser responsable de la muerte similar de Nellie Jones Ballinger, cuyo cuerpo fue descubierto con una herida de bala en la casa de su madre en Greensboro el 15 de enero de 1929.

## Asesinato de Vera Leonard
El 30 de septiembre de 1931, aproximadamente a las 8:00 de la mañana, Vera Leonard, de 9 años, salió de su casa para tomar el autobús escolar cuando Asbury Respus se acercó y la asaltó poco antes de que llegara el autobús. Aunque las autoridades inicialmente creían que el motivo de Respus era el asalto sexual, Respus más tarde negó tener un motivo sexual, afirmando en cambio que se había embriagado con alcohol y drogas y que las drogas lo habían llevado a un frenesí violento. Respus procedió a golpear a Leonard hasta matarla. Después de asesinar a Leonard, Respus envolvió su cuerpo en una manta e incendió la casa familiar. En el momento del incendio, ni los padres de Vera, el Sr. y la Sra. Thomas Leonard, ni el hermano de 4 años de Vera estaban en casa.
Aproximadamente 10 minutos después de que ocurriera el asesinato, transeúntes vieron humo proveniente de la casa de los Leonard y se acercaron para encontrar la casa en llamas. Los transeúntes intentaron rescatar objetos del interior de la casa en llamas cuando notaron charcos de sangre, poco después de lo cual llegó al lugar el padre de Vera, Thomas Leonard. Después de que las autoridades apagaron el fuego, registraron la casa y encontraron el cuerpo de Vera Leonard debajo de una cama. Su cráneo había sido aplastado.
Las autoridades conectaron rápidamente a Respus con el asesinato cuando se presentó repetidamente cerca de la escena del crimen y se comportó de manera sospechosa. Fue arrestado y llevado bajo custodia más tarde el 30 de septiembre, y cuando la policía registró su casa, encontraron monos y zapatos manchados de sangre que coincidían con las huellas descubiertas en la escena del asesinato. En el momento del asesinato, Respus usaba el alias Will Moore y trabajaba como peón en un campo ubicado junto a la casa de los Leonard.
Después de interrogar a Respus durante un tiempo, las autoridades lo encerraron en una celda acolchada. Respus negó cualquier participación en el crimen hasta que las autoridades lo confrontaron con un par de overoles manchados de sangre encontrados en su casa. Respus admitió haber golpeado a Leonard hasta la muerte con un palo, afirmando que había consumido grandes cantidades de alcohol el día anterior y que "el [diablo] debe haberse apoderado de mí".
Se formó una multitud linchadora de aproximadamente 1,000 vigilantes en el césped del juzgado del condado de Guilford, pero a primera hora de la mañana del 2 de octubre, las autoridades trasladaron a Respus a la Prisión Central en Raleigh para protegerlo de la violencia de la multitud. Alrededor del momento del arresto de Respus, otros dos hombres negros, Lacy Crutchfield y Wilson Headen, fueron arrestados por su supuesta participación en la muerte de Leonard a pesar de que la policía admitió tener pocas pruebas para implicar a los dos. Crutchfield y Headen fueron llevados a una cárcel en Winston-Salem, Carolina del Norte, para protegerlos de la violencia de la multitud linchadora, pero después de la confesión de Respus, los dos fueron liberados.

## Juicio
El lunes 26 de octubre de 1931, Respus fue acusado de asesinato, violación e incendio, los tres de los cuales llevaban la pena de muerte en Carolina del Norte en ese momento. Respus tenía dos abogados designados por el tribunal que centraron su defensa en cuestionar la cordura de Respus en el momento del crimen. Antes del juicio, los psiquiatras analizaron el estado mental de Respus. Dado que la violencia de turbas seguía siendo una amenaza incluso con el juicio de Respus a punto de comenzar, las autoridades estatales ordenaron a la Guardia Nacional proteger el tribunal. Las autoridades esperaban que hubiera violencia de turbas si el tribunal de primera instancia no condenaba a muerte a Respus. Entre el momento de su acusación y el momento en que comenzó su juicio, Respus fue retenido en un lugar no revelado para su seguridad.
El juicio de Respus estaba programado para el 28 de octubre de 1931. Aunque fue acusado de tres cargos que llevaban la pena de muerte, el fiscal optó por enjuiciar a Respus solo por el asesinato de Vera Leonard. Durante el juicio, aproximadamente 60 guardias nacionales estaban de servicio fuera del tribunal. El jurado de Respus estaba compuesto por ciudadanos del condado de Forsyth, Carolina del Norte, en lugar de los del condado de Guilford, donde tuvo lugar el asesinato. Dos compañeros de trabajo de Respus socavaron su defensa por demencia al afirmar que nunca habían presenciado que Respus tuviera un episodio de salud mental o actuara de manera extraña en la década en la que lo conocieron; además, un experto en salud mental que había examinado el estado mental de Respus cuatro veces desde su arresto declaró que creía que Respus estaba cuerdo. El juicio de Respus duró un día, y el jurado tardó menos de una hora en deliberar antes de declararlo culpable de asesinato. El juez Thomas J. Shaw condenó a Respus a muerte en la silla eléctrica y programó la ejecución para el 8 de enero de 1932.
La primera vez que Respus fue considerado seriamente sospechoso de algún asesinato antes del de Vera Leonard fue durante su juicio, mientras era interrogado por un grupo compuesto por sus abogados, algunos psiquiatras y algunos funcionarios del condado. Durante un receso del tribunal al mediodía, Respus mencionó haber cometido dos asesinatos en el condado de Guilford y otros cuatro en el condado de Northampton. Las confesiones adicionales solo se informaron en las noticias después de que concluyera el juicio de Respus por el asesinato de Vera Leonard con su veredicto de culpabilidad y la sentencia de muerte.

## Ejecución
El único intento de Respus de evitar la ejecución fue una solicitud de clemencia ejecutiva al gobernador de Carolina del Norte en ese momento, que fue negada sumariamente. El 6 de enero, dos días antes de la ejecución, uno de los abogados de Respus en el corredor de la muerte, Tyre C. Taylor, anunció que no haría que un consejo de psiquiatras examinara el estado mental de Respus, permitiendo así que la ejecución de su cliente siguiera adelante sin más desafíos legales. Sin embargo, Respus expresó satisfacción con su destino, diciéndoles a los guardias cuando le entregaron su última comida de sardinas y galletas: "Si el gobernador Gardner me liberara hoy, le diría que preferiría morir en la silla eléctrica". Respus también dijo: "Prefiero estar muerto y en el cielo que aquí en la tierra siendo atormentado hasta la muerte".
El 8 de enero de 1932, a las 10:30 a. m., Respus fue ejecutado en la silla eléctrica en la Prisión Central de Raleigh. Los testigos de su ejecución incluyeron al alguacil adjunto del condado de Guilford, Murray Benbow, y a S.C. Deskins, el director de la escuela que Vera Leonard había asistido cuando fue asesinada. Se informó que Respus estaba cantando un himno poco antes de que se llevara a cabo su ejecución. Después de su ejecución, nadie se presentó para reclamar su cuerpo, y su cuerpo quedó en una morgue local.

## Perfil de víctima
El perfil de víctimas de Respus era inusual para un asesino en serie, ya que sus víctimas no pertenecían a una edad o grupo racial específico. Confesó los asesinatos de cuatro personas negras y cuatro personas blancas; dos de las personas blancas (Robert Neal Osborn y Vera Leonard) eran niños, mientras que al menos una de las víctimas blancas (Eunice Stevenson) tenía más de 80 años en el momento de su muerte. Además, las primeras cuatro víctimas de asesinato de Respus (Lizzie Banks, Zenie Britt, Becky Storr y Ed Wynn) eran todas negras; sus cuatro víctimas posteriores (Osborn, Leonard, Stevenson y Jennie Gilbreath) eran blancas. Durante la entrevista en la víspera de su ejecución, Respus afirmó que cometió siete de los asesinatos, todos excepto el de Vera Leonard, mientras estaba "en un hechizo". Explicó además: "Cuando tenía esos hechizos, me volvía extraño en la cabeza. Quería matar a alguien. No sabría por qué. Solo quería matar. Correría. Si alguna vez [viste] a un perro con ataques de correr, así era yo cuando tenía un hechizo. Mataba y corría". Atribuyó el asesinato de Vera Leonard al hecho de haber estado fuertemente intoxicado por drogas.